# Crescenzo D'Amore
Crescenzo D'Amore   (Nàpols, 2 d'abril de 1979 - Pomigliano d'Arco, 1 de desembre de 2024) fou un ciclista italià, professional des del 2000 fins al 2007. El 2011 tornà a córrer durant uns pocs mesos.
En el seu palmarès destaca el Campionat del món júnior en ruta de 1997 i una etapa a la Volta a l'Argentina i a la Setmana Internacional de Coppi i Bartali.

## Palmarès
- 1997
  -  Campió del món júnior en ruta
  - 1r a la Copa Caduti Sant'Alluccio
- 1999
  - 1r a la Vicenza-Bionde
- 2000
  - Vencedor d'una etapa de la Volta a l'Argentina
- 2004
  - Vencedor d'una etapa de la Setmana Internacional de Coppi i Bartali

### Resultats al Giro d'Itàlia
- 2003. Exclòs per arribar fora de temps a la 14à etapa
- 2004. 123è de la classificació general